# Silaus gracilis
Silaus gracilis är en flockblommig växtart som beskrevs av Aleksandr Andrejevitj Bunge. Silaus gracilis ingår i släktet Silaus och familjen flockblommiga växter. Inga underarter finns listade i Catalogue of Life.